# Smallville (7. évad)
| é./r. | Cím          |
| ----- | ------------ |
| 7.01  | Bizarro      |
| 7.02  | Kara         |
| 7.03  | Vadság       |
| 7.04  | Gyógymód     |
| 7.05  | Felvétel!    |
| 7.06  | Lara         |
| 7.07  | Harag        |
| 7.08  | Kék          |
| 7.09  | Gemini       |
| 7.10  | Perszóna     |
| 7.11  | Szirén       |
| 7.12  | Törés        |
| 7.13  | Hős          |
| 7.14  | Utazó        |
| 7.15  | Veritas      |
| 7.16  | Lejtmenet    |
| 7.17  | Alvó         |
| 7.18  | Apokalipszis |
| 7.19  | Küldetés     |
| 7.20  | Sarkvidék    |

## 7.01 Bizarro (Bizarro)
CLARK SZEMBESZÁLL BIZARROVAL, A VALAHA VOLT LEGNAGYOBB ELLENFELÉVEL ÉS SUPERGIRL SMALLVILLE-BE ÉRKEZIK - Clark szembekerül Bizarroval, az utolsó fantommal a Fantom Zónából. A kettőjük közti küzdelem kiszakítja a gátat és vízáradat száguld keresztül a földeken. Lexet éppen letartóztatják Lana megöléséért, amikor víz alá kerül egy járőrkocsiban. Egy rejtélyes fiatal nő azonban megmenti őt. Lois meg akarja menteni unokatestvérét, de a kórházban Chloe-t halottnak nyilvánítják.
A Lexet megmentő lány megjelenik a Kent farmon is és ekkor válik nyilvánvalóvá: ő nem más, mint Kara, azaz Supergirl, Clark unokatestvére a Kriptonról.

## 7.02 Kara (Kara)
CLARK TALÁLKOZIK UNOKATESTVÉRÉVEL ÉS MEGLÁTOGATJA JOR-ELT - Clark és Lois felfedezi Kara űrhajóját. De még mielőtt felnyitnák, Kara megjelenik és Loist leüti. Clark megdöbben, amikor Kara elmondja, hogy azért van a bolygón, hogy megvédje csecsemő Kal-elt.
Kara érkezésétől függetlenül Clark úgy dönt, hogy Lana halálával semmi sem tartja őt Smallville-ben, így elindul a Magány Erődjébe, hogy megkezdje a kiképzést, minek hatására szuperhőssé válhat.
Azonban Jor-El elmondja Clarknak, hogy Kara apja az ő testvére, a gonosz Zor-El, és figyelmezteti Clarkot, hogy Kara veszélyes. Clark ezért Smallville-ben kell, hogy maradjon, hogy rájöjjön, miért jött Kara a Földre.
Lex meghökkentő felfedezést tesz Lanával és a 33.1-es projekttel kapcsolatban.

## 7.03 Vadság (Fierce)
A TOPMODELL LESZEK GYŐZTESE, EVA MARCIELLE VENDÉGSZEREPEL - Kara kétségbeesetten igyekszik barátokat szerezni és beilleszkedni a Földön, de Clark arra kéri, próbáljon meg nem kitűnni a többiek közül, amíg nem tudja teljesen kontrollálni a képességeit. A figyelmeztetések ellenére amikor a "Kukoricakirálynő" szépségversenyt meghirdetik, Kara benevez. Találkozik a versenytársaival, Tyleerrel (Eve Marcielle)k, Carly-val és Tempest-tel. A három meteorfertőzött lány azt tervezi, hogy erejüket használva lopnak el egy kincses térképet Smallville elásott időkapszulájából. Tyler meglátja Karát erejének használata közben. Ezt követően a barátnőjének tetteti magát, de igazából csak arra kell neki Kara, hogy képességeinek segítségével végrehajthassa gonosz tervét.

## 7.04 Gyógymód (Cure)
A LOIS ÉS CLARK SUPERMANJE, DEAN CAIN VENDÉGSZEREPEL - Chloe megtudja, hogy egy doktor, Dr. Curtis Knox (Dean Cain) meteorfertőzött embereket kezel, megszabadítva őket képességeiktől. A képességétől való kétségbeesett menekülni vágyás arra hajtja Chloe-t, hogy leszervezzen egy találkozót a doktorral. Azonban azt nem is sejti, hogy Dr. Knoxnak az az ördögi terve, hogy a szerveikért cserébe megölje a pácienseit.
Eközben Kara kihasználja Jimmy-t, hogy segítsen neki megkeresni a kristályát. És elindul megkeresni azt, figyelmen kívül hagyva azt, hogy Clark arra kérte, maradjon a farmon. Lana pedig előkészíti Lex titkos megfigyelését.

## 7.05 Felvétel! (Action)
CHRISTINA MILIAN VENDÉGSZEREPEL - Smallville lakói izgatottak lesznek, amikor a képregényből készülő Warrior Angel filmet forgatni kezdik a városban. Amikor a főszereplő Rachel Davenport egy jelenet közben egy elszabadult kocsiban reked, Clarknak kell közbelépnie. Sajnos egy fanatikus rajongó látja a heroikus tettet és azt hiszi, Clark egy valódi szuperhős. Ennek megfelelően pedig ki kell iktatni a barátnőjét, Lanát, hogy beteljesíthesse végzetét.
Eközben Lex felfedezi Lionelt a kabinnál.

## 7.06 Lara (Lara)
A SUPERGIRL-MOZIBÓL ISMERT HELEN SLATER SMALLVILLE-BE REPÜL LARAKÉNT - Clark rájön, hogy Kara Washingtonban van, a kristályát keresi. Karát elfogják amikor megpróbál betörni a laborba és kriptonittal felturbózott igazságszérummal kezdik vallatni. A szer hatására Kara újraéli egy régi emlékét, amikor követte a Földre Clark biológiai anyját, Larát.
Clark eközben rálel Karára, ám a szerkezet hőlátással történő hevítésével Clark is a szérum áldozatává válik és látja amit Kara lát: az édesanyját.

## 7.07 Harag (Wrath)
EGY KIS KRIPTONIT ÉS MAGASFESZÜLTSÉGŰ ÁRAM CLARK EREJÉHEZ SEGÍTI LANÁT - Lana az új képességeivel betör Lex széfjébe és az ifjú Luthorra nézve terhelő bizonyítékokat lop el. A dokumentumokat elviszi Loisnak és Grantnek, hogy írjanak egy leleplező cikket. Azonban Grant visszautasítja a lopott anyag felhasználását. Ekkor Lana úgy dönt, a maga kezébe veszi az irányítást és elintézi Lexet. Clark megpróbálja megakadályozni a gyilkosságot és szuper-harc kezdődik

## 7.08 Kék (Blue)
HELEN SLATER VISSZATÉR LARA SZEREPÉBEN, CLARK ELŐSZÖR TALÁLKOZIK SZÜLŐANYJÁVAL - Clark szülőanyja hangját hallja, amint segítségért kiált Kara kristályának fogságából. Úgy dönt, kiszabadítja, nem törődve Jor-El figyelmeztetésével. Lara átadja Clarknak Jor-El gyűrűjét, ami kék kriptonitot tartalmaz. Amint Clark felveszi, rádöbben, hogy Zor-El manipulációja az egész ügy. A kék kriptonit megfosztja őt képességeitől és lehetővé teszi Zor-El számára, hogy átvegye az irányítást a Magány Erődje felett.
Eközben Chloe és Lex is rájönnek, hogy Lois és Grant találkozgatnak. Chloe és Lex is figyelmezteti őket, hogy ezt fejezzék be.

## 7.09 Gemini (Gemini)
CHLOE ELMONDJA JIMMYNEK, HOGY METEORFERTŐZÖTT - Clark visszatér Smallville-be az Erődből és elmondja Lanának, hogy Kara eltűnt. Clark azt mondja Lanának, hogy egyesíthetnék erőiket Lex ellen. Lana így elmondja neki az információkat, amit eddig összegyűjtött. Beleértve egy tudósítást egy Adrian nevű emberről, akit megfertőzött egy idegen anyag.
Adrian titokban bombát helyez el Chloe-n és azt mondja Loisnak, hogy ha nem veszi rá Lexet, hogy elismerje az igazat a 33.1-es kísérletekről, akkor felrobbantja a szerkezetet. Chloe halálfélelmében bevallja Jimmy-nek, hogy meteorfertőzött.

## 7.10 Perszóna (Persona)
BIZARRO ÁTVESZI CLARK ÉLETÉT ÉS LENYOMOZZA BRAINIAC-OT - Mialatt Clark megfagyva van az Erődben, Bizarro átveszi az irányítást élete felett Lana oldalán. Nem tudva, hogy Bizarro-val van, Lana élvezi az "új Clarkot" és információkat oszt meg vele egy sorozatgyilkosról, aki elszívja áldozataiból az összes ásványi anyagot. A kettős kikövetkezteti, hogy Brainiacról lehet szó. Bizarro elindul, hogy megtalálja. Lex megdöbbenve figyeli apja reakcióját, amikor Grant elárulja neki, hogy ő Julian egyik klónja.
Marc McClure, a Superman-mozik Jimmy Olsenje Dax-Urként vendégszerpel.

## 7.11 Szirén (Siren)
ZÖLD NYÍL ÉS A FEKETE KANÁRI MEGKÜZD SMALLVILLE-BEN - Chloe-kezébe kerülnek Lex egyik titkos projektjének adatai, mialatt titokban Olivernek dolgozik. Közvetlenül ezután megtámadja őt a Fekete Kanári, egy rejtélyes nő, akinek sikítása szubszónikus frekvenciájú.
Dinah Lance, Black Canary "nappali énje" egy konzervatív rádióműsort vezet és a Daily Planetben dolgozik, ahol összekülönbözik Lois-szal.

## 7.12 Törés (Fracture)
VESZÉLYES UTAZÁS LEX ELMÉJÉBE - Lois követi Lexet Detroitba és felfedezi, hogy Lex megtalálta Karát, akinek amnéziája van. Egy Finley nevű srác megszállottja Karának. Lelövi Lexet, mert attól fél, hogy elviszi Karát. Majd Karát és Loist is túszul ejti. Az eszméletét vesztett Lex-re rátalál Chloe és Clark. Chloe felajánlja, hogy meggyógyítja, de Clark megtagadja ezt.

## 7.13 Hős (Hero)
ZENÉL A ONE REPUBLIC ÉS PETE ROSS VISSZATÉR - Kara és Jimmy ellátogat egy One Republic koncertre. A turnézókkal együtt feltűnik egy korábbi smallville-i lakos, Pete Ross. Pete tudtán kívül belekóstol egy kriptonittal bevont rágóba és ennek következtében különleges képességei lesznek.
Clark és Chloe izgatottak, hogy újra találkozhatnak régi barátjukkal. De figyelmeztetik őt, ne használja képességeit nyilvánosság előtt. Ennek ellenére Lex felfedezi Pete képességeit és megzsarolja, hogy törjön be Lionel széfébe, vagy felfedi mindenki előtt Chloe meteor-képességeit.

## 7.14 Utazó (Traveller)
LIONEL ELRABOLJA CLARKOT - Lionel megszervezi Clark elrablását és bezárja őt egy kriptonittal szegélyezett cellába egy LuthorCorp létesítményben. Miután Chloe és Lana talál egy katonai poloskát a farmon szembenéznek Lionellel, aki a gyanút Lexre tereli. Chloe és Lana elviszik Karát az Erődbe. Jor-Elhez könyörögnek, hogy állítsa helyre Kara memóriáját, mert ő az egyetlen, aki megmentheti Clarkot.

## 7.15 Veritas (Veritas)
KARA REPÜLNI TANÍTJA CLARKOT - Kara úgy dönt, megtanítja Clarkot repülni, hogy így jobb esélyekkel szálljon harcba Brainiac ellen. Azonban úgy tűnik, Brainiac még így is előnyben van a szuper-unokatesókkel szemben.
Néhányan Clark szerettei közül a kereszttűzbe kerülnek.

## 7.16 Lejtmenet (Descent)
A NAP, MIKOR LEX ÉS CLARK HALÁLOS ELLENSÉGEKKÉ VÁLTAK - A Veritas titka veszélyes irányba vezérli Lexet. Ez a mozzanat egymás célkeresztjébe helyezi Lexet és Clarkot. Hatalmas erők feszülnek egymásnak és egy szereplő az életével fizet.

## 7.17 Alvó (Sleeper)
JIMMY SEGÍT A NEMZETBIZTONSÁGNAK CHLOE LETARTÓZTATÁSÁBAN - Clark kétségbeesetten kutat Kara és Brainiac után, mivel csak Brainiac lenne képes visszafordítani Lana állapotát. Clark Chloe segítségét kéri, aki a keresés közben betör számos kormányzati számítógépbe, ami riasztást idéz elő. Jimmy két tűz közé kerül. A nemzetbiztonság börtönnel fenyegeti, ha nem segít nekik letartóztatni Chloe-t, Lex pedig tisztázná a lányt, ha Jimmy cserébe az adósa lenne.

## 7.18 Apokalipszis (Apocalypse)
CLARK MEGLÁTJA, MILYEN LENNE AZ ÉLET, HA SOSEM ÉRKEZETT VOLNA MEG A FÖLDRE; TOM WELLING RENDEZÉSÉBEN - Clark felfedezi, hogy Kara üzeneteket küldött a múltbéli Kriptonról, melyek tartalma szerint Brainiac meg akarja ölni a bébi Kal-Elt. Így Clark nem is létezne a jövőben. Clark gyötrődni kezd, mert úgy gondolja, jobb lenne a világ, ha ő sosem érkezett volna meg a Földre. Jor-El ezért megmutatja neki, mi lett volna, ha így történik. Az alternatív világban Lex az Egyesült Államok elnöke, Karát pedig a Luthorok nevelték fel. Jonathan életben van, Lana boldog házasságban tölti mindennapjait, Chloe és Lois pedig sztárriporterekként dolgoznak.

## 7.19 Küldetés (Quest)
CLARK TALÁLKOZIK A VERITAS-TÁRSASÁG UTOLSÓ TAGJÁVAL - Lexet megtámadja egy rejtélyes idegen, aki kriptoni szimbólumokat karcol a mellkasába. Egy Clarknak szóló üzenetet. Chloe és Clark nyomozni kezdenek és felfedezik, hogy a Veritas egyik tagja még mindig életben van, és egy templomban rejtőzik. Clark és Lex versenyt fut az idővel és egymással, hogy elsőként találják meg a rejtélyes Veritas-tagot, akinek birtokában van a kulcs Clark túléléséhez.

## 7.20 Sarkvidék (Arctic)
LEX FELFEDEZI CLARK TITKÁT - Kara elmondja Lexnek, hogy arra hivatott, hogy legyőzze az Utazót. Ehhez felajánlja neki, hogy elviszi őt az Erődbe, hogy rájöjjön, miként lesz képes erre. Clark le van döbbenve, hogy Kara Lexhez akar fordulni, de ekkor kiderül, hogy Brainiac az, aki Karának adja ki magát és a lány igazából a Fantom Zónában rekedt.
Chloe-t eközben letartóztatja a Nemzetbiztonsági Hivatal, Lana pedig felébred a kómából. Az események epikus alakulása pedig odáig vezet, hogy Lex és Clark szembekerül az Erődben.